# Zaria Forman
Zaria Forman (Massachusetts, 1982) és una artista especialitzada en documentar els efectes del canvi climàtic, especialment els efectes sobre les glaceres.
La seva passió per aquests tipus de paisatge es va iniciar el 2007 quan va emprendre un viatge familiar a Groenlàndia.
Va estudiar Art a Florència i Nova York. Les seves obres, de gran format, mostren fotografies de paisatges naturals sobre les que estén suaus pigments utilitzant els dits o la mà, magnificant les textures.